# Omikron1 Orionis
Omikron1 Orionis (ο1 Orionis, förkortat Omikron1 Ori, ο1 Ori) som är stjärnans Bayer-beteckning, är en dubbelstjärna belägen i den nordöstra delen av stjärnbilden Orion. Den har en genomsnittlig skenbar magnitud på 4,75 och är synlig för blotta ögat där ljusföroreningar ej förekommer. Baserat på parallaxmätning inom Hipparcosuppdraget på ca 5,0 mas, beräknas den befinna sig på ett avstånd på ca 650 ljusår (ca 200 parsek) från solen. På det beräknade avståndet minskar stjärnans skenbara magnitud med  0,27 enheter genom en skymningsfaktor på grund av interstellärt stoft.

## Egenskaper
Primärstjärnan Omikron1 Orionis A är en röd till orange jättestjärna av spektralklass M3S III, på den asymptotiska jättegrenen. Den har en massa som är ca 90 procent av solens massa, en radie som är ca 214 gånger större än solens och utsänder från dess fotosfär ca 4 000 gånger mera energi än solen vid en effektiv temperatur av ca 3 500 K. Den är en halvregelbunden variabel som pulserar med perioder på 30,8 och 70,7 dygn, var och en med nästan identisk amplitud på 0,05 magnitud.
Omikron1 Orionis A och dess följeslagare i dubbelstjärnan har en omloppsperiod på mer än 1 900 dygn (5,2 år).